# Fédération internationale de tennis de table
La Fédération internationale de tennis de table (ITTF : International Table Tennis Federation) est l'instance dirigeante de toutes les fédérations nationales de tennis de table. Elle est fondée en 1926. Elle a pour rôle de réguler et développer le tennis de table dans le monde.

## Histoire
Le 16 janvier 1926, les représentants des fédérations d'Autriche, d'Angleterre, d'Allemagne et d'Hongrie  se réunissent à Berlin et fondent les bases de l'ITTF. Le premier tournoi international a eu lieu en janvier 1926 à Berlin et les premiers Championnats du monde de tennis de table ont eu lieu en décembre de la même année à Londres. 
Le 7 décembre 1926, le Britannique Ivor Montagu est élu premier président de l'ITTF à l'occasion de première assemblée générale. Cinq jours plus tard, sont adoptés la première constitution et les règles du tennis de table. Montagu restera président jusqu'en 1967.
L'Autriche, la Tchécoslovaquie, le Danemark, l'Angleterre, l'Allemagne, la Hongrie, l'Inde britannique, la Suède et le Pays de Galles sont les premiers membres de l'ITTF.
Le nombre de fédérations membres s'élargit progressivement à l'Europe, l'Asie, l'Afrique et l'Amérique. Elle comprend actuellement 227 membres.
En 2021, le président Thomas Weikert ne se représente pas aux élections dans un contexte de conflit avec son vice-président le Qatarien Khalil al-Mohannadi et de désaccord avec « la voie que prennent l'ITTF et la WTT ».
La présidente actuelle est la Suédoise Petra Sörling. Sörling est devenue la première femme à occuper ce poste en 2021,. Elle est réélue en 2025 lors de l'assemblée générale de Dohaen battant le Qatarien Khalil al-Mohannadi 104 à 102 voix, ce qui a provoqué un mouvement de protestation important du camp vaincu obligeant la présidente nouvellement élue à quitter et écourter la réunion par mesure de sécurité.

## Rôle de l'ITTF
Le rôle de l'ITTF est de rédiger les règlements sportifs et de promouvoir la pratique du tennis de table. L'ITTF organise de nombreuses compétition internationales, dont les championnats du monde de tennis de table depuis 1926, la Coupe du monde, les Championnats du monde jeunes de tennis de table et jusqu'en 2020 les étapes du Pro tour.
En septembre 2000 (après les JO de Sydney), l'ITTF a modifié certaines règles pour rendre le tennis de table plus attrayant, en particulier pour le passage à la télévision : tout d'abord les balles de 38 mm ont été remplacées par des balles de 40 mm, afin de ralentir le jeu et le rendre plus spectaculaire ; mais dans le même temps les joueurs se sont adaptés, et les revêtements de plus en plus performants ont rendu le jeu encore plus rapide et difficile à suivre à la télévision. Deuxièmement, l'ITTF a institué les manches de 11 points au lieu de 21 points pour augmenter l'intensité du jeu. L'ITTF a aussi modifié la règle du service pour empêcher le serveur de masquer la balle pendant le service, afin de privilégier les échanges longs par rapport aux services gagnants. En 2008, l'ITTF a modifié la liste des revêtements autorisés (en particulier pour limiter les revêtements de type « picots longs ») et a interdit la colle avec solvants.
L'ITTF publie mensuellement le classement mondial des pongistes internationaux ainsi que l'historique de ce classement.

## Structures de l'ITTF
l'ITTF regroupe différents organismes continentaux tels que l'European Table Tennis Union (ETTU) pour l'Europe et l'Asian Tennis Table Union (ATTU) pour l'Asie, la Fédération africaine de tennis de table, la Confédération Panaméricaine de Tennis de Table pour l'Amérique (remplaçant l'Union d'Amérique latine de tennis de table (ULTM) pour l'Amérique du Sud et la NATTU pour l'Amérique du Nord) et l'Oceania Table Tennis Federation pour l'Océanie.
Il y a 222 fédérations nationales rattachées à l'ITTF (en 2009), et elle compte plus de 33 millions de licenciés dans le monde.
Le siège de l'ITTF est situé à Renens près de Lausanne en Suisse.Le bureau Asie-Pacifique est basé à Singapour.
En 2019 l'ITTF crée la structure World Table Tennis chargée d'organiser les tournois professionnels au niveau international depuis 2020.

## Fédérations membres
| Pays                             | Fédération nationale                                                  | Date d'adhésion |
| -------------------------------- | --------------------------------------------------------------------- | --------------- |
| Afghanistan                      | Afghanistan Table Tennis Federation                                   | 1951            |
| Albanie                          | Federata Shqiptare e Ping Pongut                                      | 1993            |
| Algérie                          | Fédération Algérienne de Tennis de Table                              | 1973            |
| Samoa américaines                | American Samoa Table Tennis Association                               | 1997            |
| Andorre                          | Federació Andorrana de Tennis Taula                                   | 1999            |
| Angola                           | Federação Angolana de Tenis de Mesa                                   | 1999            |
| Anguilla                         | Anguilla Table Tennis Association                                     | 2010            |
| Antigua-et-Barbuda               | Antigua and Barbuda Table Tennis Association                          | 2011            |
| Argentine                        | Federación Argentina de Tenis de Mesa                                 | 1947            |
| Arménie                          | Armenian Table Tennis Federation                                      | 1993            |
| Aruba                            | Aruba Table Tennis Association                                        | 1955            |
| Australie                        | Table Tennis Australia Ltd.                                           | 1936            |
| Autriche                         | Österreichischer Tischtennis Verband                                  | 1926            |
| Azerbaïdjan                      | Azerbaijan Table Tennis Federation                                    | 1995            |
| Bahamas                          | The Bahamas Table Tennis Federation                                   | 2017            |
| Bahreïn                          | Bahrain Table Tennis Association                                      | 1974            |
| Bangladesh                       | Bangladesh Table Tennis Federation                                    | 1975            |
| Barbade                          | Barbados Table Tennis Association                                     | 1973            |
| Biélorussie                      | Belarus Table Tennis Federation                                       | 1993            |
| Belgique                         | Royal Belgian Table Tennis Federation                                 | 1931            |
| Belize                           | Belize Table Tennis Association                                       | 2008            |
| Bénin                            | Fédération Béninoise de Tennis de Table                               | 1985            |
| Bermudes                         | Bermuda Table Tennis Association                                      | 1983            |
| Bhoutan                          | Bhutan Table Tennis Federation                                        | 1975            |
| Bolivie                          | Federación Boliviana de Tenis de Mesa                                 | 1965            |
| Bonaire                          | Bonaire Tafel Tennis Bond                                             | 2013            |
| Bosnie-Herzégovine               | Bosnia-Herzegovina Table Tennis Association                           | 1993            |
| Botswana                         | Botswana Table Tennis Association                                     | 1999            |
| Brésil                           | Confederação Brasileira de Tenis de Mesa                              | 1947            |
| Îles Vierges britanniques        | British Virgin Islands Table Tennis Association                       | 2011            |
| Brunei                           | Brunei Darussalam Table Tennis Association                            | 1982            |
| Bulgarie                         | Bulgarian Table Tennis Federation                                     | 1950            |
| Burkina Faso                     | Fédération Burkinabé de Tennis de Table                               | 1996            |
| Burundi                          | Fédération de Tennis de Table du Burundi                              | 1995            |
| Cambodge                         | Cambodia Table Tennis Federation                                      | 1951            |
| Cameroun                         | Fédération Camerounaise de Tennis de Table                            | 1977            |
| Canada                           | Table Tennis Canada Tennis de Table                                   | 1933            |
| Cap-Vert                         | Associação Cabo-Verdiana de Ténis de Mesa                             | 2017            |
| Îles Caïmans                     | Cayman Islands Table Tennis Association                               | 2009            |
| République centrafricaine        | Fédération Centrafricaine du Tennis du Table                          | 1999            |
| Tchad                            | Fédération Tchadienne de Tennis de Table                              | 2012            |
| Chili                            | Federación Chilena de Tenis de Mesa                                   | 1949            |
| Chine                            | Chinese Table Tennis Association                                      | 1953            |
| Taipei chinois                   | Chinese Taipei Table Tennis Association                               | 1983            |
| Colombie                         | Federación Colombiana de Tenis de Mesa                                | 1953            |
| Comores                          | Fédération Comorienne de Tennis de Table                              | 2007            |
| République du Congo              | Fédération Congolaise de Tennis de Table                              | 1981            |
| République démocratique du Congo | Fédération de Tennis de Table du Congo                                | 1991            |
| Îles Cook                        | Table Tennis Association of Cook Island                               | 2004            |
| Costa Rica                       | Federación Costarricense de Tenis de Mesa                             | 1974            |
| Côte d'Ivoire                    | Fédération Ivoirienne de Tennis de Table                              | 1977            |
| Croatie                          | Croatian Table Tennis Association                                     | 1993            |
| Cuba                             | Federación Cubana de Tenis de Mesa                                    | 1958            |
| Curaçao                          | Curaçao Table Tennis Federation                                       | 2001            |
| Chypre                           | Cyprus Table Tennis Association                                       | 1972            |
| Tchéquie                         | Czech Table Tennis Association                                        | 1926            |
| Danemark                         | Dansk Bord Tennis Union                                               | 1926            |
| Djibouti                         | Djiboutian Table Tennis Federation                                    | 2005            |
| Dominique                        | Dominica Table Tennis Association                                     | 1988            |
| République dominicaine           | Federación Dominicana Tenis de Mesa Inc.                              | 1975            |
| Timor oriental                   | East Timor Table Tennis Association                                   | 2003            |
| Équateur                         | Federación Ecuatoriana de Tenis de Mesa                               | 1956            |
| Égypte                           | Egyptian Table Tennis Federation                                      | 1928            |
| Salvador                         | Federación Salvadoreña de Tenis de Mesa                               | 1965            |
| Angleterre                       | Table Tennis England (en)                                             | 1926            |
| Guinée équatoriale               | Federación Ecuatoguineana Tenis de Mesa                               | 1997            |
| Érythrée                         | Eritrean National Table Tennis Federation                             | 2017            |
| Estonie                          | Estonian Table Tennis Association                                     | 1993            |
| Éthiopie                         | Ethiopian Table Tennis Federation                                     | 1972            |
| Îles Féroé                       | Bordtennissamband Foroya (BTSF)                                       | 1974            |
| Fidji                            | Fiji Table Tennis Association                                         | 1990            |
| Finlande                         | Finnish Table Tennis Association                                      | 1946            |
| France                           | Fédération française de tennis de table                               | 1928            |
| Gabon                            | Fédération Gabonaise de Tennis de Table                               | 1985            |
| Gambie                           | The Gambia Table Tennis Association                                   | 1973            |
| Géorgie                          | Table Tennis Federation of                                            | 1993            |
| Allemagne                        | Deutscher Tischtennis-Bund (de)                                       | 1926            |
| Ghana                            | Ghana Table Tennis Association                                        | 1951            |
| Gibraltar                        | Gibraltar Table Tennis Association                                    | 1995            |
| Grèce                            | Hellenic Table Tennis Federation                                      | 1948            |
| Groenland                        | Greenland Table Tennis Federation                                     | 1995            |
| Grenade                          | Grenada Table Tennis Association                                      | 1999            |
| Guam                             | Guam Table Tennis Federation                                          | 1999            |
| Guatemala                        | Federación Nacional de Tenis de Mesa de Guatemala                     | 1969            |
| Guernesey                        | Guernsey Table Tennis Association                                     | 1953            |
| Guinée                           | Fédération Guinéenne de Tennis de Table                               | 1985            |
| Guinée-Bissau                    | Federação de Ténis de Mesa da Guiné-Bissau                            | 2017            |
| Guyana                           | Guyana Table Tennis Association                                       | 1958            |
| Haïti                            | Fédération Haïtienne de Tennis de Table                               | 1999            |
| Honduras                         | Federación Nacional de Tenis de Mesa de Honduras                      | 1986            |
| Hong Kong                        | Hong Kong Table Tennis Association Limited                            | 1950            |
| Hongrie                          | Hungarian Table Tennis Association                                    | 1926            |
| Islande                          | Icelandic Table Tennis Association                                    | 1973            |
| Inde                             | Table Tennis Federation of India                                      | 1926            |
| Indonésie                        | Indonesian Table Tennis Association                                   | 1961            |
| Iran                             | Table Tennis Federation of Islamic Republic of Iran                   | 1946            |
| Irak                             | Iraqi Table Tennis Federation                                         | 1971            |
| Irlande                          | Irish Table Tennis Association                                        | 1929            |
| Île de Man                       | Isle of Man Table Tennis Association                                  | 1986            |
| Israël                           | Israel Table Tennis Association                                       | 1935            |
| Italie                           | Italian Table Tennis Federation                                       | 1947            |
| Jamaïque                         | Jamaican Table Tennis Association                                     | 1953            |
| Japon                            | Japan Table Tennis Association                                        | 1928            |
| Jersey                           | Table Tennis Jersey                                                   | 1935            |
| Jordanie                         | Jordan Table Tennis Federation                                        | 1958            |
| Kazakhstan                       | Table Tennis Federation of the Republic of Kazakhstan                 | 1993            |
| Kenya                            | Kenya Table Tennis Association                                        | 1965            |
| Kiribati                         | Kiribati Table Tennis Association                                     | 1999            |
| Corée du Nord                    | Table Tennis Association of the Democratic People’s Republic of Korea | 1956            |
| Corée du Sud                     | Korea Table Tennis Association                                        | 1950            |
| Kosovo                           | Table Tennis Federation of Kosovo                                     | 2003            |
| Koweït                           | Kuwait Table Tennis Association                                       | 1972            |
| Kirghizistan                     | Table Tennis Association of Kyrgyz Republic                           | 1996            |
| Laos                             | Lao Table Tennis Federation                                           | 1984            |
| Lettonie                         | Table Tennis Federation of Latvia                                     | 1928            |
| Liban                            | Lebanese Table Tennis Federation                                      | 1951            |
| Lesotho                          | Lesotho Table Tennis Association                                      | 2003            |
| Liberia                          | Liberia National Table Tennis Association                             | 2003            |
| Libye                            | Libyan Arab Table Tennis Federation                                   | 1964            |
| Liechtenstein                    | Liechtensteiner Tischtennisverband                                    | 1988            |
| Lituanie                         | Lithuanian Table Tennis Association                                   | 1929            |
| Luxembourg                       | Fédération Luxembourgeoise de Tennis de Table                         | 1937            |
| Macao                            | Macau Table Tennis Association                                        | 1973            |
| Macédoine du Nord                | Macedonia Table Tennis Association                                    | 1993            |
| Madagascar                       | Fédération Malgache de Tennis de Table                                | 1975            |
| Malawi                           | Table Tennis Association of Malawi                                    | 2003            |
| Malaisie                         | Table Tennis Association of Malaysia                                  | 1967            |
| Maldives                         | Table Tennis Association of Maldives                                  | 1984            |
| Mali                             | Federation Malienne de Tennis de Table                                | 2014            |
| Malte                            | Malta Table Tennis Association                                        | 1956            |
| Marshall                         | Marshall Islands Table Tennis Federation                              | 1989            |
| Mauritanie                       | Fédération Nationale de Tennis de Table                               | 1977            |
| Maurice                          | Mauritius Table Tennis Association                                    | 1963            |
| Mexique                          | Federación Mexicana de Tenis de Mesa                                  | 1969            |
| Micronésie                       | Federated States of Micronesia Table Tennis Association               | 1997            |
| Moldavie                         | Moldova Table Tennis Federation                                       | 1996            |
| Monaco                           | Fédération Monégasque de Tennis de Table                              | 2002            |
| Mongolie                         | Mongolian Table Tennis Association                                    | 1961            |
| Monténégro                       | Table Tennis Association of Montenegro                                | 2004            |
| Maroc                            | Fédération Royale Marocaine de Tennis de Table                        | 1958            |
| Mozambique                       | Mozambican Table Tennis Federation                                    | 2011            |
| Birmanie                         | Myanmar Table Tennis Federation                                       | 1951            |
| Namibie                          | Namibia Table Tennis Association                                      | 1991            |
| Nauru                            | Nauru Amateur Table Tennis Federation                                 | 2007            |
| Népal                            | All Nepal Table Tennis Association                                    | 1953            |
| Pays-Bas                         | Nederlandse Tafeltennisbond                                           | 1933            |
| Nouvelle-Calédonie               | Ligue Caledonienne de Tennis de Table                                 | 1993            |
| Nouvelle-Zélande                 | Table Tennis New Zealand                                              | 1937            |
| Nicaragua                        | Federación Nicaraguense de Tenis de Mesa                              | 1969            |
| Niger                            | Fédération Nigérienne de Tennis de Table                              | 2003            |
| Nigeria                          | Nigeria Table Tennis Association                                      | 1951            |
| Niue                             | Niue Table Tennis Association                                         | 2000            |
| Île Norfolk                      | Norfolk Island Table Tennis Association                               | 2000            |
| Îles Mariannes du Nord           | Northern Marianas Table Tennis Federation                             | 1991            |
| Norvège                          | Norges Bordtennisforbund                                              | 1946            |
| Oman                             | Oman Table Tennis Federation                                          | 1981            |
| Pakistan                         | Pakistan Table Tennis Federation                                      | 1951            |
| Palaos                           | Palau Table Tennis Association                                        | 1997            |
| Palestine                        | Palestine Table Tennis Federation                                     | 1965            |
| Panama                           | Asociacion de Tenis de Mesa de Panama                                 | 1975            |
| Papouasie-Nouvelle-Guinée        | Papua & New Guinea Table Tennis Association                           | 1982            |
| Paraguay                         | Federación Paraguaya de Tenis de Mesa                                 | 1951            |
| Pérou                            | Secretary Working Group: Mr. Rafael Arturo Durán Alvarado             | 1954            |
| Philippines                      | Philippine Table Tennis Federation, Inc. (PTTFI)                      | 1951            |
| Pologne                          | Polish Table Tennis Federation                                        | 1930            |
| Portugal                         | Federação Portuguesa de Ténis de Mesa                                 | 1946            |
| Porto Rico                       | Federación Puertorriqueña de Tenis de Mesa                            | 1967            |
| Qatar                            | Qatar Table Tennis Association                                        | 1978            |
| Roumanie                         | Federatia Româna de Tenis de Masa                                     | 1928            |
| Russie                           | The Table Tennis Federation of Russia                                 | 1953            |
| Rwanda                           | Federation Rwandaise de Tennis de Table                               | 1995            |
| Saint-Christophe-et-Niévès       | St. Kitts-Nevis Table Tennis Association                              | 2005            |
| Samoa                            | Samoa Table Tennis Association                                        | 1991            |
| Saint-Marin                      | Federazione Sammarinese Tennistavolo                                  | 1983            |
| Sao Tomé-et-Principe             | Federação Ténis Mesa de São Tomé e Principe                           | 2015            |
| Arabie saoudite                  | Saudi Table Tennis Federation                                         | 1975            |
| Écosse                           | Table Tennis Scotland                                                 | 1936            |
| Sénégal                          | Fédération Sénégalaise de Tennis de Table                             | 1989            |
| Serbie                           | Association of Table Tennis of Serbia                                 | 1928            |
| Seychelles                       | Seychelles Table Tennis Association                                   | 1993            |
| Sierra Leone                     | Sierra Leone Table Tennis Association                                 | 1993            |
| Singapour                        | Singapore Table Tennis Association                                    | 1947            |
| Slovaquie                        | Slovak Table Tennis Association                                       | 1926            |
| Slovénie                         | Slovenian Table Tennis Association                                    | 1993            |
| Salomon                          | Solomon Islands Table Tennis Association                              | 2002            |
| Somalie                          | Somali Table Tennis Association                                       | 1977            |
| Afrique du Sud                   | South African Table Tennis Board                                      | 1950            |
| Soudan du Sud                    | South Sudan Table Tennis Federation                                   | 2015            |
| Espagne                          | Real Federacion Española de Tenis de Mesa                             | 1949            |
| Sri Lanka                        | Table Tennis Association of Sri Lanka                                 | 1967            |
| Sainte-Lucie                     | Saint Lucia National Table Tennis Association                         | 1995            |
| Saint-Martin                     | St. Maarten Table Tennis Federation                                   | 2012            |
| Saint-Vincent-et-les-Grenadines  | St. Vincent and the Grenadines Table Tennis Association               | 1986            |
| Soudan                           | Sudan Table Tennis Association                                        | 1987            |
| Suriname                         | Suriname Table Tennis Federation                                      | 1986            |
| Eswatini                         | Swaziland Table Tennis Association                                    | 2010            |
| Suède                            | Swedish Table Tennis Association                                      | 1926            |
| Suisse                           | Swiss Table Tennis                                                    | 1931            |
| Syrie                            | Syria Table Tennis Federation                                         | 1967            |
| Polynésie française              | Fédération Tahitienne de Tennis de Table                              | 1993            |
| Tadjikistan                      | Tajikistan Republic Table Tennis Federation                           | 1993            |
| Tanzanie                         | Tanzania Table Tennis Association                                     | 1975            |
| Thaïlande                        | Table Tennis Association of Thailand                                  | 1958            |
| Togo                             | Fédération Togolaise de Tennis de Table                               | 1975            |
| Tokelau                          | Tokelau Table Tennis Association                                      | 2011            |
| Tonga                            | Tonga Amateur Table Tennis Association                                | 1997            |
| Trinité-et-Tobago                | Trinidad and Tobago Table Tennis Association                          | 1947            |
| Tunisie                          | Fédération Tunisienne de Tennis de Table                              | 1969            |
| Turquie                          | Turkish Table Tennis Federation                                       | 1956            |
| Turkménistan                     | Table Tennis Federation of Turkmenistan                               | 1993            |
| Tuvalu                           | Tuvalu Table Tennis Association                                       | 2003            |
| Ouganda                          | Uganda Table Tennis Association                                       | 1967            |
| Ukraine                          | Ukraine Table Tennis Federation                                       | 1993            |
| Émirats arabes unis              | United Arab Emirates Table Tennis Association                         | 1975            |
| Uruguay                          | Federación Uruguaya de Tenis de Mesa                                  | 1947            |
| Îles Vierges des États-Unis      | Virgin Islands Table Tennis Association                               | 2014            |
| États-Unis                       | USA Table Tennis                                                      | 1930            |
| Ouzbékistan                      | Table Tennis Federation of the Republic of Uzbekistan                 | 1993            |
| Vanuatu                          | Vanuatu Table Tennis Federation                                       | 1997            |
| Venezuela                        | Federacion Venezolana de Tenis de Mesa                                | 1955            |
| Vietnam                          | Vietnam Table Tennis Federation                                       | 1950            |
| Pays de Galles                   | Table Tennis Association of Wales Ltd                                 | 1926            |
| Wallis-et-Futuna                 | Ligue de Tennis de Table de Wallis & Futuna                           | 2011            |
| Yémen                            | Yemen Table Tennis Association                                        | 1974            |
| Zambie                           | Zambia Table Tennis Association                                       | 1990            |
| Zimbabwe                         | Zimbabwe Table Tennis Union                                           | 1963            |

## Présidents de l'ITTF
Les présidents successifs de l'ITTF sont :
- 1926 - 1967 : Ivor Montagu (Royaume-Uni)
- 1967 - 1987 : Roy Evans (Royaume-Uni)
- 1987 - 1994 : Ichirō Ogimura (Japon)
- 1994 - 1995 : Lollo Hammarlund (Suède)
- 1995 - 1999 : Xu Yinsheng (Chine)
- 1999 - 2014 : Adham Sharara (Canada)
- 2014 - 2021 : Thomas Weikert (Allemagne)[13]
- depuis 2021 : Petra Sörling (sv) (Suède)[14]